# Emocionalna inteligencija
Emocionalna inteligencija (eng. emotional intelligence; EI or EQ) predstavlja sklop više sposobnosti - sposobnost prepoznavanja, razumijevanja i kontrole vlastitih, ali i tuđih emocija. U praktičnom smislu to znači biti svjestan svojih emocija i načina na koje one utječu na naše ponašanje, osobito u interakciji s drugim ljudima. Howard Gardner je prvi naveo da postoji sedam različitih vrsta inteligencije, a da je emocionalna inteligencija jedna od njih.
Emocionalna inteligencija spaja dva područja na koja se donedavno gledalo kao nespojiva: afektivni i kognitivni aspekt mentalnog funkcioniranja.

## Pojam
Pojam emocionalne inteligencije obradio je Daniel Goleman u svojoj knjizi "Emocionalna inteligencija", objavljenoj 1994. godine.
Prema Golemanu, model emocionalne inteligencije sastoji se od nekoliko bitnih komponenti:
1. Samosvijest - sposobnost "čitanja" vlastitih emocija i shvaćanje kakav utjecaj imaju na okolinu
2. Osobno donošenje odluka - proučavanje vlastitih postupaka i poznavanje posljedica
3. Upravljanje osjećajima - spoznavanje što je podloga osjećaja
4. Prevladavanje stresa - naučiti opuštati se i razumjeti važnost opuštanja
5. Empatija - razumijevanje tuđih osjećaja i uvažavanje različitosti mišljenja
6. Komunikacija - razgovarati o osjećajima s razumijevanjem i biti dobar slušatelj
7. Samootkrivanje - razumijevanje potrebe za otvorenošću i povjerenjem, naučiti kada i kako govoriti o svojim osjećajima
8. Pronicljivost - prepoznavanje obrazaca u osobnom i životu drugih ljudi
9. Samoprihvaćanje - umjeti prihvatiti svoje mane, umjeti cijeniti svoje vrline
10. Osobna odgovornost - preuzeti odgovornost i umjeti prepoznati posljedice osobnih odluka i reagiranja
11. Samopouzdanje - umjeti izložiti svoje brige i osjećaje bez ljutnje i pasivnosti
12. Grupna dinamika - spoznati kada pratiti, a kada voditi
13. Rješenje sukoba - model "pobijediti / osvojiti" pri pregovaračkom kompromisu

Prema Golemanu emocionalnu inteligenciju čine nekognitivne sposobnosti, kompetencije i vještine koje utječu na sposobnost osobe da se nosi sa zahtjevima i pritiscima okoline. Emocionalna inteligencija se dijelom stječe genetskim nasljeđem, ali značajnim dijelom procesom učenja.